# Boskoop
Boskoop és un nucli habitat de la província d'Holanda del Sud, al sud dels Països Baixos. Va ser municipi independent fins al 2014, quan es va fusionar amb Alphen aan den Rijn. El 2012 tenia 15.050 habitants repartits sobre una superfície de 7,29 km² (dels quals 1,39 km² corresponen a aigua). Limita al nord amb Alphen aan den Rijn, a l'oest amb Rijnwoude, a l'est Bodegraven, al sud Waddinxveen i al sud-est amb Reeuwijk

## Ajuntament
- CDA 5 regidors
- VVD 3 regidors
- PvdA 3 regidors
- ChristenUnie/SGP 3 regidors
- GroenLinks 2 regidors
- D66 1 regidor